# Shut Up, Dude
Shut Up, Dude es el primer mixtape de la agrupación estadounidense de hip hop Das Racist. Fue publicado para descarga gratuita por los sellos Greedhead Music y Mishka NYC el 29 de marzo de 2010.

## Vídeos musicales
Se creó un video musical para "Who's That? Brooown!". El video estaba vinculado a un juego en línea. Pitchfork lo incluyó en la lista de "Mejores videos musicales de 2010", mientras que Rolling Stone lo incluyó en la lista de "Mejores videos de 2010". Fue seleccionada para proyectarse en el Festival de Cine de Sundance de 2011. También se creó un video musical para "Rainbow in the Dark".

## Lista de canciones
| N.º | Título                                           | Producer(s)     | Duración |  |
| 1.  | «Who's That? Brooown!»                           | Young Paperboy  | 3:39     |  |
| 2.  | «You Oughta Know»                                |                 | 2:55     |  |
| 3.  | «Combination Pizza Hut and Taco Bell»            | Le1f            | 2:58     |  |
| 4.  | «Rainbow in the Dark»                            | J-La            | 3:50     |  |
| 5.  | «Fake Patois»                                    | Charles & Beck  | 4:07     |  |
| 6.  | «Nutmeg»                                         |                 | 5:48     |  |
| 7.  | «Shorty Said (Gordon Voidwell Remix)»            | Gordon Voidwell | 3:57     |  |
| 8.  | «Chicken and Meat»                               | J-La            | 3:48     |  |
| 9.  | «I Don't Owe Nobody Shit»                        | Leif            | 3:41     |  |
| 10. | «Ek Shaneesh»                                    | Like Magic      | 4:27     |  |
| 11. | «Hugo Chavez»                                    | J-La            | 3:41     |  |
| 12. | «I Don't Want to Deal with Those Monsters»       | Alfred Jenkins  | 3:11     |  |
| 13. | «Don Dada»                                       | Arturo Klauft   | 3:38     |  |
| 14. | «One Dollar Can»                                 | Kassa Overall   | 4:20     |  |
| 15. | «Coochie Dip City»                               | J-La            | 4:00     |  |
| 16. | «Deep Ass Shit (You'll Get It When You're High)» |                 | 3:13     |  |
| 17. | «Shut Up, Dude»                                  | Mike Finito     | 3:19     |  |